# 김재운
이재운(1985년 6월 25일 ~ )은 대한민국의 배우이다.

## 학력
- 단국대학교 연극영화과

## 신체
180cm, 68kg

## 연기활동

### 드라마
- 2012년 SBS 수목드라마 《대풍수》
- 2012년 MBC 주말특별기획 《메이퀸》 ... 김종명 역
- 2013년 KBS2 월화드라마 《총리와 나》 ... 경호원 역
- 2014년 TV조선 주말드라마 《불꽃 속으로》 ... 이호성 역
- 2016년 KBS2 일일연속극 《여자의 비밀》[3] ... 오 변호사 역
- 2017년 MBC 월화드라마 《왕은 사랑한다》 ... 후라타이 역
- 2019년 TV조선 주말드라마《바벨)》 ... 킬러 역
- 2022년 KBS2 월화드라마 《미남당》 ... 차승원 역

### 영화
- 2014년 《아빠를 빌려드립니다》[4] ... 좀비 역[5]